# Anatoli Jewstignejewitsch Masljonkin
Anatoli Jewstignejewitsch Masljonkin, russisch Анатолий Евстигнеевич Маслёнкин (* 29. Juni 1930 in Moskau; † 16. Mai 1988 ebenda) war ein sowjetischer Fußballspieler. Der Defensivspieler wurde mit der Auswahl der UdSSR 1956 Olympiasieger und 1960 Europameister, zudem nahm er an den Fußball-Weltmeisterschaften 1958 und 1962 teil.
Masljonkin war stark schwerhörig, er konnte zwar die Pfiffe des Schiedsrichters noch hören, war jedoch für Zurufe seiner Mitspieler und des Trainers meist unempfänglich. Wegen seines Talents das Spiel zu „lesen“ und auch hervorragend mit dem eigenen Torhüter zu interagieren, spielte er meist als Mittelläufer, in der Nationalmannschaft wurde er jedoch teilweise auch als Manndecker zur Neutralisierung besonders wichtiger Angreifer des Gegners – wie z. B. Raymond Kopas – eingesetzt.

## Laufbahn
Masljonkin kam 1954, nachdem er zuvor keine herausragenden Leistungen gezeigt hatte, zu Spartak Moskau. Dort konnte er sich jedoch beinahe sofort in die Stammelf spielen und bereits im Sommer 1955 wurde er in die Sowjetische Auswahl berufen. In seinem ersten Spiel gegen den amtierenden Weltmeister Deutschland gelang ihm sein einziges Länderspieltor. Während seiner Zeit bei Spartak war er eine wichtige Stütze der Mannschaft, die 1956, 1958 und 1962 Meister der UdSSR wurde, sowie 1956 und 1963 den Pokal des Landes gewinnen konnte. Auch in der Auswahl der UdSSR war er eine wichtige Stütze, er kam zwischen 1955 und 1962 in 33 A-Länderspielen, sowie einem B-Länderspiel zum Einsatz und nahm dabei bei vier großen Turnieren teil.
1964 wechselte er zum Aufsteiger Schinnik Jaroslawl, mit dem er auch noch für eine Saison nach dem sofortigen Wiederabstieg in der 2. Liga spielte, bevor er seine Karriere als Spieler beendete.
Nach seiner aktiven Laufbahn arbeitete er als Sportpädagoge an verschiedenen Sportschulen.
Einige Jahre nach seinem Tod 1988 stifteten frühere Teamkameraden aus seiner Spartaker Zeit ein Denkmal für ihn.